# Vilija Sereikaitė
Vilija Sereikaitė (Panevėžys, 12 februari 1987) is een Litouwse voormalig wielrenster en baanwielrenster. Op de wereldkampioenschappen baanwielrennen won Sereikaitė tussen 2009 en 2011 driemaal achter elkaar de bronzen medaille op de individuele achtervolging.
Naast haar WK-medailles is ze ook meervoudig wereldbekerwinnares en Europees kampioene in verschillende baandisciplines, en vertegenwoordigde ze Litouwen op de Olympische Zomerspelen van 2008. Ook won ze eenmaal het Litouws nationaal kampioenschap tijdrijden op de weg.

## Erelijst

### Baan
2006
Wereldbeker baanwielrennen (Sydney)
 Individuele achtervolging
2007
Wereldbeker baanwielrennen (Sydney)
 Individuele achtervolging
2008
Europese kampioenschappen baanwielrennen voor junioren
 Individuele achtervolging
Wereldbeker baanwielrennen (Cali)
 Individuele achtervolging
Wereldbeker baanwielrennen (Ballerup)
 Individuele achtervolging
2009
Wereldbeker baanwielrennen (Beijing)
 Individuele achtervolging
Wereldbeker baanwielrennen (Cali)
 Individuele achtervolging
 Ploegenachtervolging  Wereldkampioenschappen baanwielrennen
 Individuele achtervolging
Europese kampioenschappen baanwielrennen voor junioren
 Individuele achtervolging
2010
Wereldbeker baanwielrennen (Beijing)
 Individuele achtervolging
Wereldkampioenschappen baanwielrennen
 Individuele achtervolging
2011
Wereldkampioenschappen baanwielrennen
 Individuele achtervolging
2014
Europese kampioenschappen baanwielrennen
 Individuele achtervolging

### Weg
2009
 Litouws kampioen tijdrit op de weg